# Heinrich von Brühl

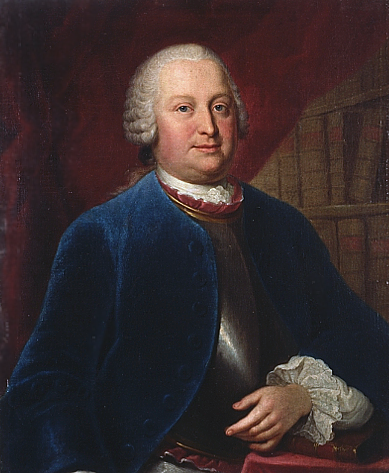
Graf Heinrich von Brühl, Gemälde von Louis de Silvestre

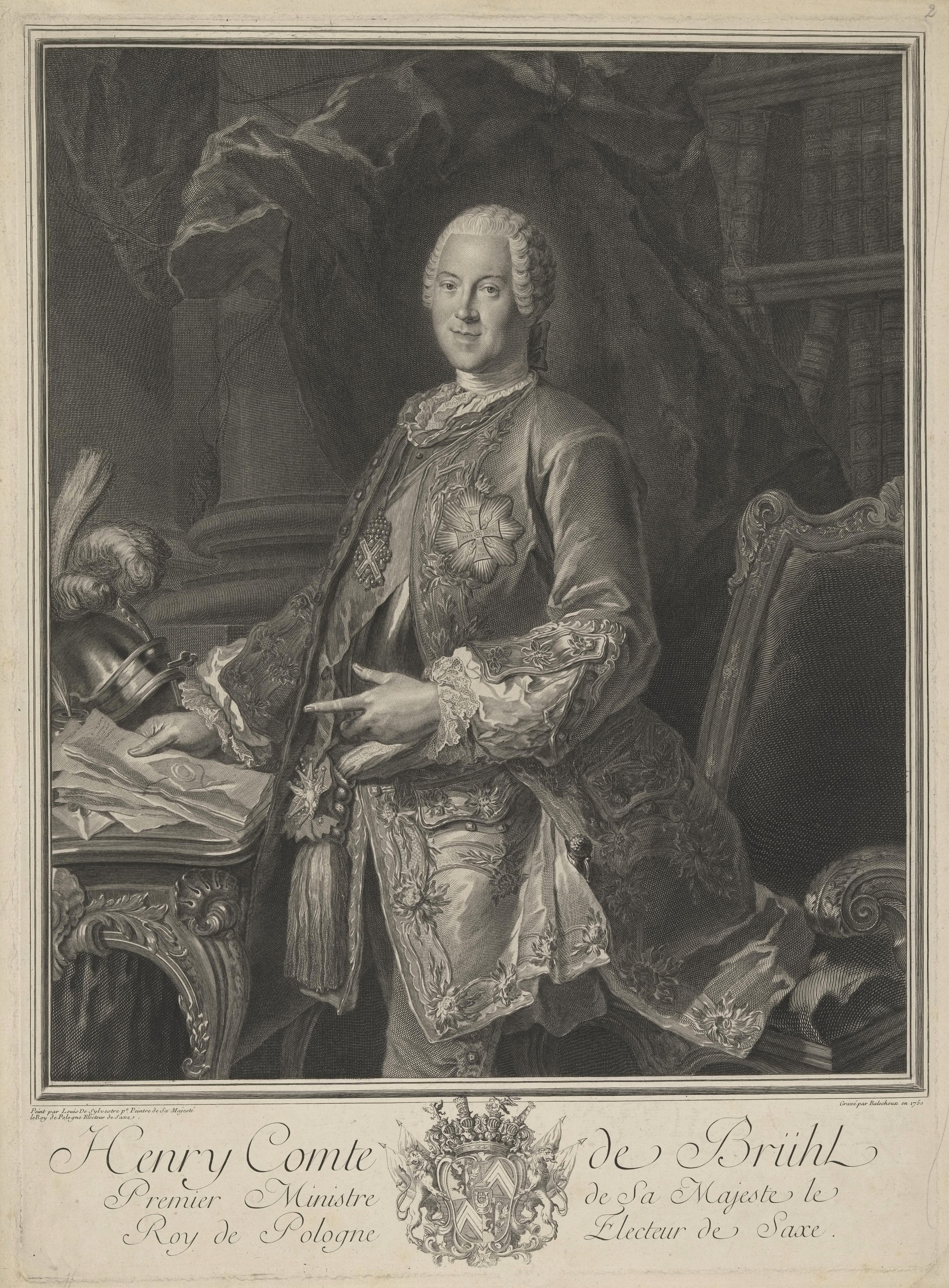
Graf Heinrich von Brühl, Kupferstich von Jean-Joseph Balechou nach Louis de Silvestre

Heinrich von Brühl, seit 1737 Graf von Brühl (* 13. August 1700 in Weißenfels; † 28. Oktober 1763 in Dresden) war ein sächsischer Staatsmann.
Bedeutung und maßgeblichen Einfluss erlangte er zunächst als Geheimrat, dann als Minister und schließlich als kurfürstlich-sächsischer und königlich-polnischer Premierminister (1746–1751) unter August dem Starken († 1733) und dessen Nachfolger Friedrich August II. († 1763). Name und Bekanntheit verbinden sich heutzutage vor allem mit der Brühlschen Terrasse in Dresden.
Zeitgenossen kritisierten an ihm eine extravagante Lebensführung und ungeheure Verschwendung und führten einen wirtschaftlichen Niedergang des Kurfürstentums Sachsen auf seine Person zurück. Die neuere Forschung macht hierfür auch andere Ursachen aus, so z. B. den Siebenjährigen Krieg mit Preußen.

## Herkunft
Heinrich von Brühl wurde am 13. August 1700 in Weißenfels geboren. Seine Eltern waren der Hofmarschall Hans Moritz von Brühl (1665–1727) und dessen Ehefrau Erdmuthe Sophie von der Heyde (* 9. November 1669; † 24. März 1702). Sein Vater stand im Dienst des Herzogs von Sachsen-Weißenfels. Auch seine Brüder erlangten hohe Ämter:
- Hans Moritz (1693–1755), Statthalter der Ballei Thüringen, General der Kavallerie
- Johann Adolph (1695–1742), königlich-polnischer und kurfürstlich-sächsischer Stallmeister und Kammerherr
- Friedrich Wilhelm (1699–1760), königlich-polnischer und kurfürstlich-sächsischer Geheimer Rat, Landeshauptmann in Thüringen

## Titel
Reichsgraf von Brühl (seit 27. Mai 1737, zuvor Freiherr) war Standesherr auf Forst, Pförten und Seifersdorf, Starost der Zips, von Volinow, Lizinek und Biasezno, Vogt zu Bromberg und Besitzer zahlreicher Rittergüter. Des Weiteren war er kurfürstlich-sächsischer und königlich-polnischer Geheimer Kabinetts- und Konferenzminister, Polnischer Kronfeldzeugmeister, Sächsischer Wirklicher Geheimer Rat, General der Infanterie, Oberkammerherr, Oberkämmerer, Kammerpräsident, Obersteuerdirektor, Generalakzisedirektor, Oberrechnungsdeputationsdirektor, Bergdirektor, Kammerdirektor der Stifte Merseburg und Naumburg, Oberinspektor der Porzellanmanufaktur, Dompropst zu Budissin (Bautzen), Domherr zu Meißen, Generalkommissar der Baltischen Seehäfen, Chef und Oberkommandant der Parforcejagd, Oberst eines leichten Reiter- und eines Infanterieregiments, Kommandeur der sächsischen Reiterei in Polen, Ritter des Polnischen Weißen und des Preußischen Schwarzen Adlerordens sowie des Russischen St.-Andreasordens.

## Karriere
Heinrich von Brühl wurde mit acht Jahren Page am Hof des Herzogtums Sachsen-Weißenfels. Er wurde zunächst von Hauslehrern unterrichtet und besuchte später das Gymnasium illustre Augusteum in Weißenfels. Als er 14 Jahre alt war, nahm ihn die Herzogin-Witwe Friederike Elisabeth von Sachsen-Eisenach für vier Jahre mit nach Leipzig. Mit 19 kam er in der Funktion eines Silberpagen an den kursächsischen Hof zu Dresden. Dort wurde der Kurfürst Friedrich August I., in Personalunion als August II. König von Polen, genannt „August der Starke“, rasch auf Heinrich von Brühl aufmerksam. Der Page fiel bei Hofe durch seine soziale Intelligenz und seine sprachliche Kompetenz auf. Ein Zeitgenosse schrieb später, dass Brühl „ein so geregeltes Benehmen und soviel Eifer zeigte, daß ihn der König bald von der Menge unterschied und in seine Nähe zog. Er erkannte sein gesundes und gründliches Urteil, seine leichte Auffassungsgabe, seine für sein Alter rasche Erfassung aller Angelegenheiten, seine Verschwiegenheit und vollkommene Verläßlichkeit, verbunden mit edler Offenheit und einer Art und Weise, die schwierigsten Dinge leicht und angenehm mitzuteilen. Er beschloß, daß ein solcher Untertan zu den großen Staatsgeschäften emporgehoben zu werden verdient […].“ ()
Schon bald stieg Brühl zum vielleicht engsten Vertrauten des Königs auf. August arbeitete ihn systematisch in die Innen- und Außenpolitik sowie in die Reichsangelegenheiten ein. Im Jahr 1730 war Brühl maßgeblich an der Organisation des Zeithainer Lustlagers beteiligt. Im Rahmen des vierwöchigen Festes präsentierte das Kurfürstentum Sachsen den Herrscherhäusern des Reiches seine Armee. König Friedrich Wilhelm I. in Preußen, der in Begleitung seines Sohnes, des späteren Königs Friedrich II., anwesend war, verlieh Brühl den Schwarzen Adlerorden. Für seine Verdienste wurde er mit 31 Jahren einer der jüngsten Geheimräte und Minister.
In der Folge beschleunigte sich Brühls Karriere. Als der amtierende Finanzminister Graf Hoym wegen Insubordination entlassen wurde, übernahm Brühl dessen Funktion. Als später auch der Außenminister Fleury sein Amt verlor, wurde Brühl auch dessen Nachfolger. August der Starke überhäufte Brühl geradezu mit Ämtern und Aufgaben. Von der regelmäßigen Teilnahme an Dienstsitzungen wurde Brühl vom Monarchen ausdrücklich entbunden. August wollte Brühl auch auf Reisen stets um sich haben. Er beanspruchte seine Dienste zum Teil rund um die Uhr. Brühl setzte die Wünsche des absolutistisch denkenden Königs auch gegen Widerstände durch und erwies sich dem Herrscher gegenüber als vollkommen loyal. Dieses Verhalten trug ihm Hass, Ablehnung und üble Nachrede der oppositionellen Stände (Adel und Bürgertum) in Sachsen und Polen ein.
Nach dem Tod Augusts des Starken 1733 war Brühl maßgeblich an der polnischen Königswahl beteiligt; er beschaffte die Gelder und leitete zusammen mit Alexander Sulkowski die Außenpolitik (vgl. Polnischer Thronfolgekrieg). Das Vortragsrecht beim Kurfürsten Friedrich August II. (in Polen August III.) wurde im November 1733 auf Brühl und Sulkowski beschränkt.
Es war eigentlich nur die Frage, ob Brühl oder Sulkowski die Arbeit des willensschwachen und trägen Kurfürsten übernehmen würde. Im Jahr 1738 entschied sich der Kurfürst-König zugunsten Brühls, auch dem Wunsch seines verstorbenen Vaters folgend. In diesem Jahr konzentrierte Brühl auf Wunsch des Königs alle Departements auf sich, darunter auch solche, zu denen er, wie es immer wieder hieß, keinerlei Fähigkeiten oder Begabung besaß. Das Militärwesen war ihm fremd, von Wirtschaft und ihrer Förderung verstand er angeblich nichts. Außerdem galt er als gerissener Intrigant.
Der ungarische Historiker Aladar von Boroviczeny stellt in seiner Biografie allerdings fest: „Bei der Durchsicht der sehr umfangreichen Literatur über den Grafen Brühl begegnete ich zu meiner Überraschung bloß abfälligen Urteilen über den Mann […]. Und als ich an die unmittelbaren Quellen kam, fand ich nicht eine einzige historisch begründete Tatsache, welche das landläufige ungünstige Urteil über den sächsischen Premierminister rechtfertigte“. Boroviczeny führt das vor allem auf Verleumdungen zurück, die Preußenkönig Friedrich II. über Brühl in die Welt gesetzt habe. Dessen „glühender Haß“ auf Brühl habe sich daraus gespeist, dass Brühl Frankreich und Österreich miteinander versöhnt und damit die politischen Pläne Friedrichs II. durchkreuzt habe.
Nie bestritten wurde, dass Brühl ein erfolgreicher Diplomat und erprobter Organisator war. Sein größter diplomatischer Erfolg war die Mitarbeit am gerade erwähnten sogenannten Umsturz der Bündnisse, bei dem die bisherigen Erzfeinde Frankreich und Österreich Bündnispartner wurden. Seine Ernennung zum Premierminister am 8. Dezember 1746 war nur eine Formfrage.
Ab 1749 residierte Brühl mit seinem Hofstaat häufig auf seinem 1740 erworbenen Schloss Pförten in der Niederlausitz und empfing dort den Kurfürsten und andere Gäste. Bei solchen Gelegenheiten kam sein berühmtes Schwanenservice aus Meißner Porzellan zum Einsatz. Ferner besaß er eine Vielzahl anderer Schlösser und Güter, die er nach und nach erworben hatte (siehe unten: Bauten und Besitzungen).
In seinem Auftrag entstanden zahlreiche Sammlungen, die im Brühlschen Palais und den Gebäuden im Brühlschen Garten in Dresden ausgestellt waren. Für seine umfangreiche Gemäldegalerie wurde 1742 bis 1744 nach Johann Christoph Knöffels Entwurf die Brühlsche Galerie errichtet. Es ist ein besonders frühes Beispiel eines eigenständigen Galeriegebäudes in Europa. Des Weiteren befand sich im Brühlschen Garten ein Bibliotheksgebäude, in dem neben der äußerst umfangreichen Bibliothek auch seine Sammlung an mathematischen und physikalischen Instrumenten Platz fand. Ein Naturalienkabinett war in einem Vorraum des kleinen Theaters (nach 1755) aufgestellt. Für den Aufbau der Sammlungen war vor allem der Sekretär Brühls, Carl Heinrich von Heineken, verantwortlich. Nach dem Tod des Grafen Brühl wurde ein Großteil der Sammlungen verkauft; so wurde 1768 die Gemäldesammlung (von Dmitri Alexejewitsch Golizyn) für die Zarin Katharina II. erworben. 600 flämische, holländische und französische Gemälde aus der Sammlung von Brühl bildeten so den Grundstock für die mittel- und westeuropäische Kunst in der Eremitage in Sankt Petersburg.

## Als Premierminister
Bereits 1748 zeichnete sich die finanzielle Katastrophe ab. Die von Brühl zur Deckung der laufenden Ausgaben bereitgestellten Summen reichten nicht einmal für die Zinsen früherer Schulden. Der Wert staatlicher Schuldverschreibungen sank auf ein Drittel des Nennwertes. Brühl tauschte gerichtlich verwaltete Vermögenswerte in solche Schuldverschreibungen um. Das betraf unter anderem die hinterlegten Wertpapiere vieler Gewerbetreibender, die daraufhin ihre Kreditwürdigkeit verloren. Zudem ließ er die ausstehenden Gehälter der Beamten und Offiziere damit begleichen.
Die Ständevertretung (d. h. der Landtag) protestierte mit einer Sonderkommission gegen Brühls Finanzpolitik, musste sie aber dulden (1749/50). Um die damit verbundene öffentliche Kampagne gegen Brühl zu entwaffnen, wurden einige Leute, unter anderem der schottische Finanzfachmann A. M. de Bishopfield, verhaftet. Der Umstand, dass Brühl der Kommission keine Prüfung der Steuerrechnungen seiner Amtszeit ermöglichte, wurde vom Kurprinzen Friedrich Christian als Verschleierungstaktik (hinsichtlich Brühls Manipulationen mit Steuerschuldscheinen bzw. ihrem Kurs) interpretiert. Der Konflikt führte 1751 zum Ausscheiden des Kommissionsleiters Graf Bünau aus dem Staatsdienst.
Der Kurprinz wurde von Graf Hennicke, dem seit 1734 engsten Mitarbeiter Brühls in Finanzgeschäften, 1751/52 in mehreren Unterredungen vom „ungeheuren Chaos unserer Kassen und inneren Angelegenheiten“ unterrichtet bzw. überzeugt, das von Brühl „alle Augenblicke angeordnete Durcheinander“ künftig zu verhindern.
Aufgrund der schwierigen Finanzlage erfolgten die Zahlungen an die Beamten und Offiziere unregelmäßig und mit langer Verzögerung. 1751 schuldete die Kriegskasse den Offizieren den Sold von anderthalb bis zwei Jahren. Die Gelder für den Hof, die Oper und Bauten flossen dagegen unvermindert. Weiterhin wurde nach 1748 die Armee von 32.000 auf 17.000 Mann verringert, zu wenig, um damit noch einen Faktor in der Außenpolitik darzustellen. Dann wurden staatliche Hoheitsrechte verpachtet, so 1750 und besonders 1754/55 die Generalkonsumakzise (eine Verbrauchssteuer; sie entsprach etwa der heutigen Mehrwertsteuer), die vom Einspruch der Ständevertretung unabhängige Einnahmequelle des Landesherren. Im Gegenzug für ein Darlehen über 3,5 Millionen Taler verpfändete Sachsen 1751 die Einnahmen aus zwei Grafschaften an Hannover bzw. England. Analog dazu wurden die Steuern erhöht. 1753 erfolgten z. B. Steuererhöhungen für alle Hauseigentümer, außer dem Adel.
Nach Angaben des Kabinettssekretärs Ferber (1765) betrug das Defizit der Geheimen Kammer, der Akzise und der Kriegskasse schon vor Beginn des Siebenjährigen Krieges 15 Millionen Taler, das der Steuer 30 Millionen Taler. Die 1733 übernommenen Schulden hatten nur knapp 5 Millionen Taler betragen. Auch zur Frühjahrsmesse 1756 war es unmöglich, die Zinszahlungen an die Steuergläubiger aufzubringen. Kurz gesagt war Sachsen fast bankrott.
Der Siebenjährige Krieg (1756–1763) tat ein Übriges. Sachsen wurde von der preußischen Armee besetzt und musste den Großteil der anfallenden Kriegskosten bezahlen. August III. und Brühl flüchteten nach der Kapitulation der sächsischen Armee mit einem Teil des Hofstaates nach Polen, wo sie bis zum Kriegsende blieben. Friedrich II. ließ im Krieg alle Brühlschen Besitzungen plündern und zerstören, so auch das Schloss Pförten am 1. November 1758. Nach dem Ende des Krieges kehrten August III. und der gesundheitlich bereits stark angeschlagene Brühl ins bankrotte und stark zerstörte Sachsen zurück. August III. starb am 5. Oktober 1763 in Dresden. Brühl hatte seinen größten Gönner verloren und trat freiwillig von seinen Ämtern zurück, zumal der neue Kurfürst, Friedrich Christian, über Jahre zu seinen schärfsten Kritikern gehört hatte.
Graf Heinrich von Brühl starb am 28. Oktober 1763 in Dresden. Noch im selben Jahr wurde gegen den Verstorbenen und seine engsten Mitarbeiter ein Prozess angestrengt, der allerdings nie zu einem Ergebnis kam. Denn Brühl hatte in allen Punkten mit der Einwilligung und auf Weisung des Landesherrn gehandelt, und diesen konnte der Regent Prinz Xaver nicht verurteilen, ohne den Staat insgesamt in Frage zu stellen. Der Vorwurf, Brühl habe sich an der Staatskasse vergriffen, wurde durch neuere Geschichtsforschung „ad absurdum“ geführt. Brühls Reichtum ist demnach durch die „Vielzahl finanzieller Gnadenbeweise und Sachwertzuwendungen, die sich noch heute in den Akten des sächsischen Hauptstaatsarchivs nachweisen lassen […]“ erklärbar.
Die sterblichen Überreste Brühls wurden am 4. November 1763 in der Stadtkirche zu Forst (Lausitz) beigesetzt.

## Familie

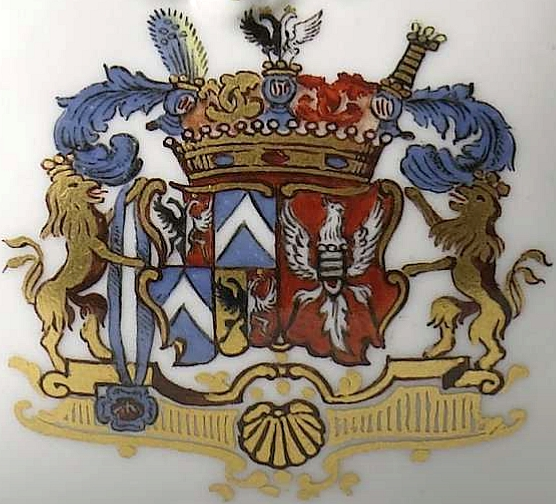
Allianzwappen Brühl / Kolowrat-Krakowsky, gemalt auf dem Schwanenservice aus Meißner Porzellan

Graf von Brühl war seit dem 29. April 1734 mit Maria Anna Franziska Gräfin von Kolowrat-Krakowsky (1717–1762) verheiratet. Fünf von mindestens zehn Kindern erreichten das Erwachsenenalter:
- Maria Amalie (1736–1772) ⚭ Jerzy August, Graf von Mniszech
- Alois Friedrich (1739–1793), Freier Standesherr auf Forst und Pförten, ⚭ Gräfin Josepha Christiane von Schaffgotsch
- Carl Adolph (1742–1802) ⚭ Sophie Gomm, Tochter des königlich britischen Legationssekretärs Sir William Gomm in St. Petersburg.
- Albert Christian Heinrich (1743–1792) ⚭ Gräfin Laura Maria Walpurgis von Minucci
- Hanns Moritz (1746–1811), Herr auf Seifersdorf ⚭ Jeanne Marguerite Christine von Schleyerweber
- Elisabeth (* 2. August 1744; † 29. November 1744)

Die Söhne standen zunächst in sächsischen Militärdiensten, aber nach dem Sturz und Tod ihres Vaters und während der nachfolgenden Auseinandersetzungen mit dem sächsischen Staat um Brühls Besitzungen verloren sie ihre Staats- und Militärpositionen im Kurfürstentum Sachsen und im Königreich Polen. Auch aufgrund der großen Schulden ihres Vaters waren sie gezwungen, sich im Ausland nach besoldeten Positionen umzusehen. Alois Friedrich, der Majoratserbe von Forst-Pförten, war Gouverneur von Warschau und ab 1758 polnischer Krongeneralfeldzeugmeister. Nach Verlust aller Ämter nach dem Tod Augusts III. wurde er jedoch von König Stanislaus II. August Poniatowski wieder als Artilleriegeneral eingestellt. Er war auch als Theaterschriftsteller tätig.
Carl Adolph und Albert Christian Heinrich wurden – Ironie der Geschichte – preußische Generale unter dem Nachfolger Friedrichs II., der einst ihre Besitzungen hatte plündern und verwüsten lassen. Der Jüngste, Hanns Moritz, wurde preußischer Intendant der Chausseen in der Kurmark und Pommern. Sein Sohn, Carl Moritz von Brühl (Hans Moritz II., 1772–1837), war als Theater-Brühl langjähriger Generalintendant der königlichen Schauspiele in Berlin, ab 1830 auch der Museen. Eine Tochter Carl Adolphs war Marie von Brühl, die Ehefrau des preußischen Generals Carl von Clausewitz.

## Bauten und Besitzungen
Der Vater des Premierministers, Hans Moritz von Brühl, hatte lediglich ein kleines Rittergut in Gangloffsömmern besessen; später übernahm es einer seiner Brüder. Diese, Hans Moritz von Brühl (General), Friedrich Wilhelm von Brühl und Johann Adolph von Brühl, erwarben oder erbauten zur Zeit der Herrschaft ihres jüngsten Bruders – wie dieser selbst – eine Anzahl bedeutender Palais und Schlösser, darunter das Barockschloss Martinskirchen.
Schon 1730 hatte Heinrich von Brühl das Rittergut Grochwitz bei Herzberg (Elster) erworben; er verkaufte es 1761 wieder, nachdem es 1757 von preußischen Soldaten geplündert und 1758 in Brand gesteckt worden war. 1736 erwarb er in der Dresdener Vorstadt Ostra im heutigen Stadtteil Friedrichstadt das Palais Brühl-Marcolini und ließ es durch Johann Christoph Knöffel mit Seitenflügeln um einen Ehrenhof erweitern. Knöffel gestaltete auch von 1737 bis 1740 das Palais Brühl in der Augustusstraße für seinen Herrn, das zu den Brühlschen Herrlichkeiten auf der Brühlschen Terrasse zählte, neben der Brühlschen Bibliothek, der Brühlschen Galerie, dem Belvedere und dem Brühlschen Garten mit dem Brühlschen Gartenpavillon.
1740 erwarb der Graf seinen künftigen Hauptsitz, das Schloss Pförten, Zentrum der Standesherrschaften Forst und Pförten in der Niederlausitz. Das Schloss ließ er 1741–1749 nach Entwürfen Knöffels im Stil des Rokoko umbauen. Forst und Pförten blieben bis zur Enteignung im Jahr 1945 im Besitz der Grafen von Brühl.
Die meisten übrigen Besitztümer des bei seinem Tode 1763 stark verschuldeten Ex-Premiers, dessen Besitzungen auch teilweise konfisziert waren, wurde von den Erben indessen bald verkauft, auch infolge von Auseinandersetzungen mit dem sächsischen Staat.

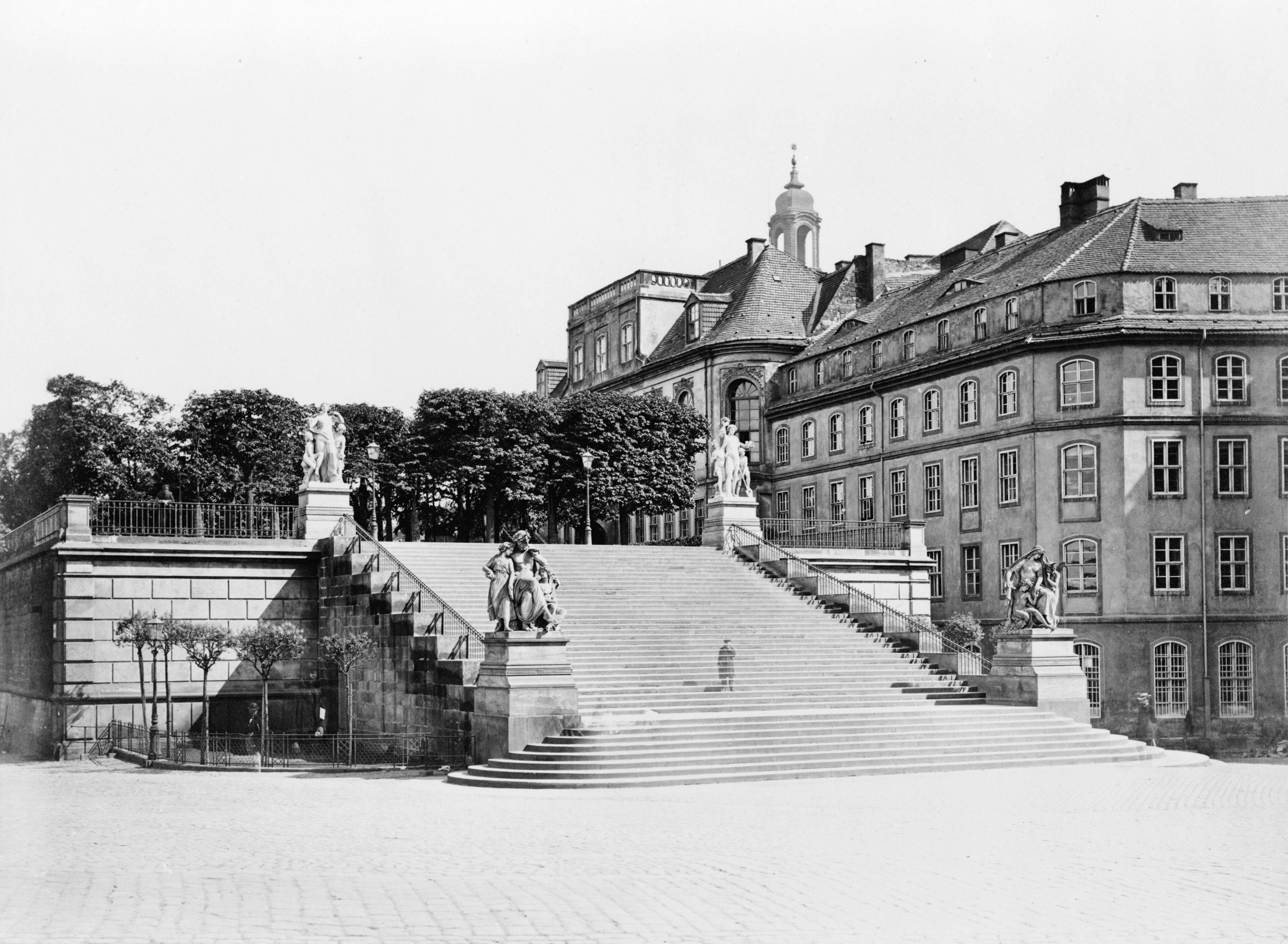
Palais Brühl, Dresden
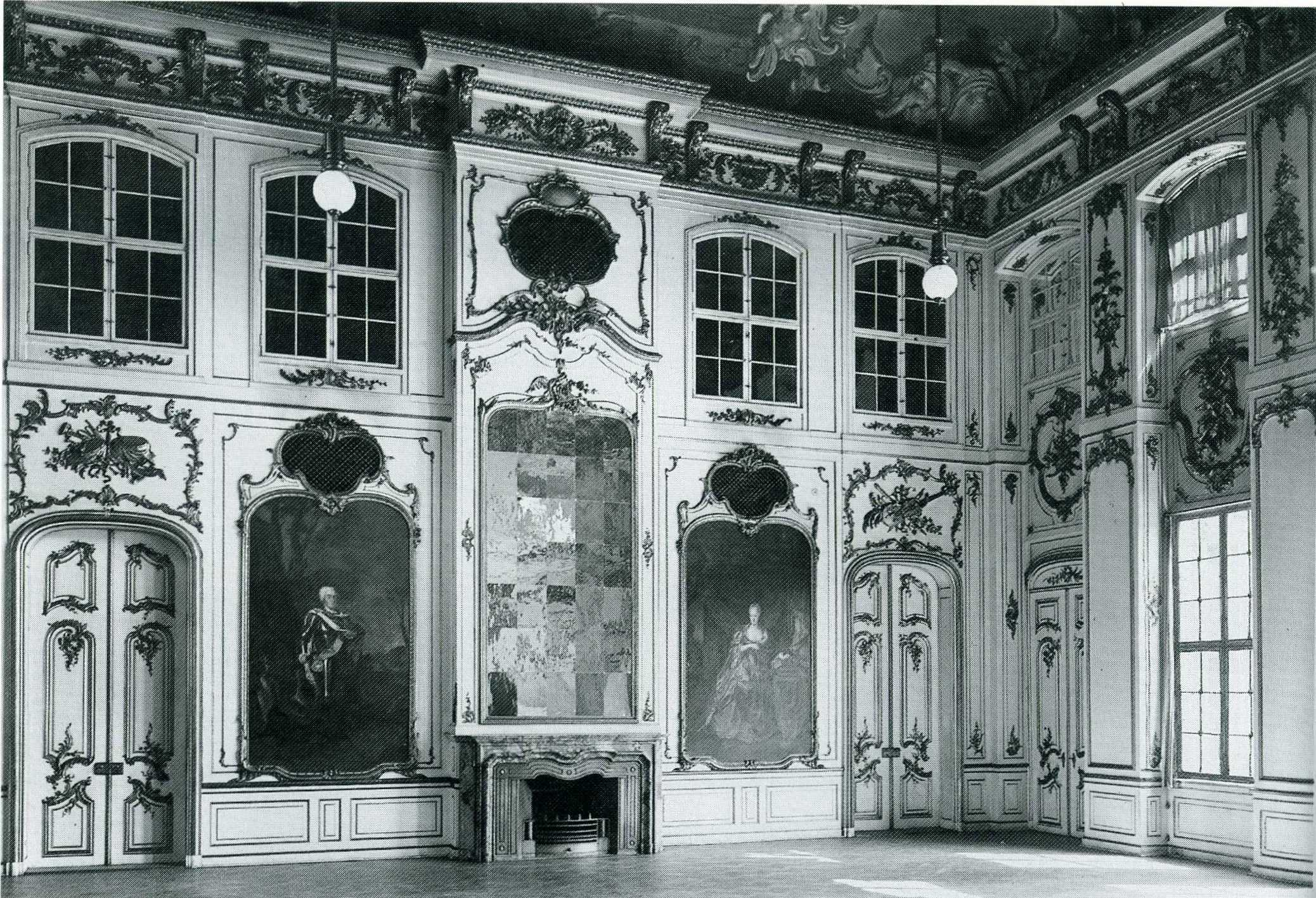
Festsaal im Palais Brühl
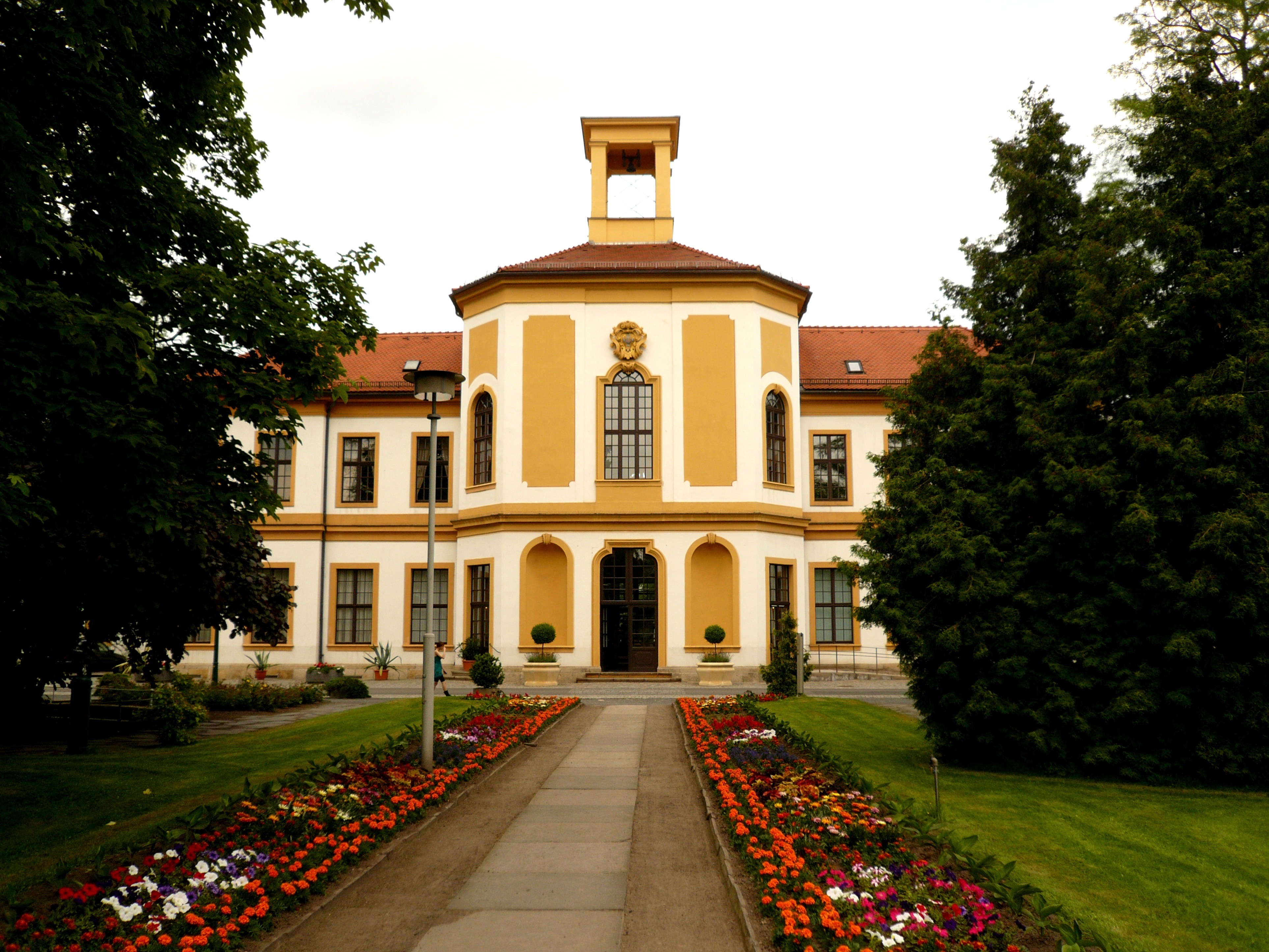
Palais Brühl-Marcolini, Dresden-Ostra
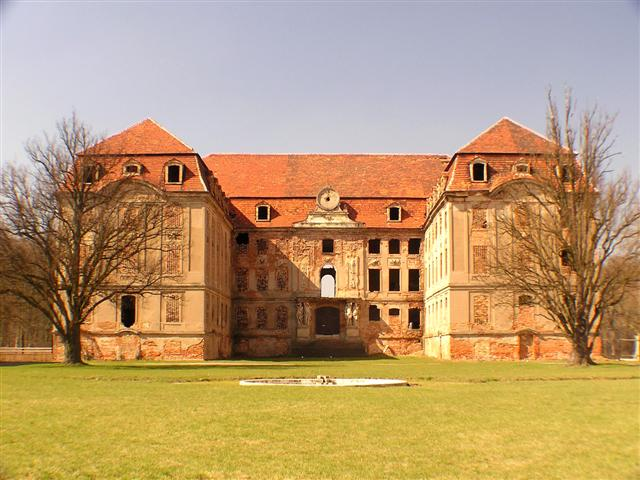
Schloss Pförten (Ruine)
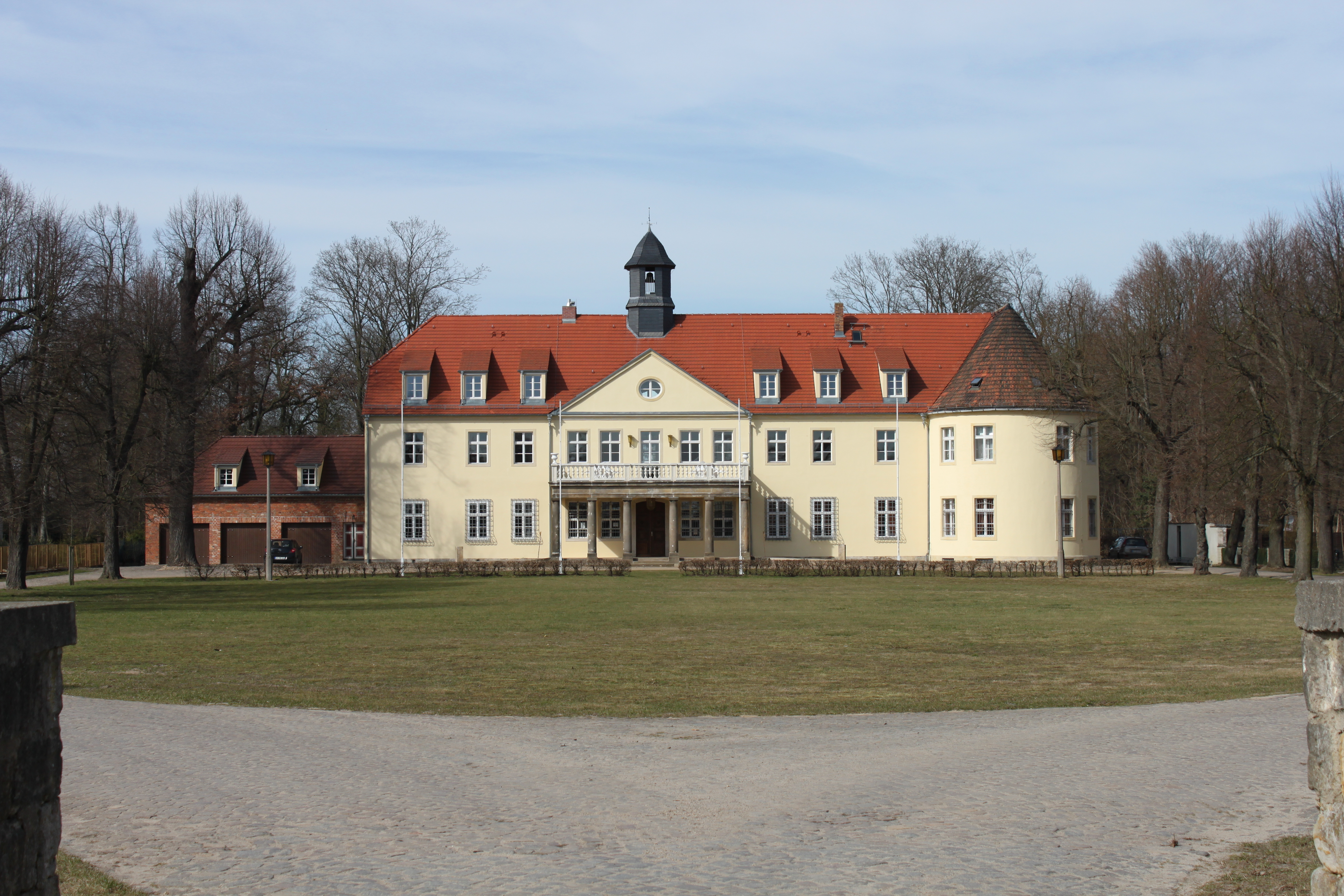
Rittergut Grochwitz

Schloss Nischwitz bei Leipzig kam 1743 in Brühls Besitz; um 1750 ließ er es, inzwischen Premierminister, von Knöffel zur Sommerresidenz im Stil des Rokoko umbauen, samt Hofanlage, Orangerie, Verwaltungsgebäuden und Schlosspark; 1758 wurde es von preußischen Truppen geplündert. Die Erben verkauften es nach seinem Tode. Schloss Lindenau bei Ortrand kam 1744 in seinen Besitz; die Erben verkauften es 1790. Ebenfalls 1744 erwarb er Schloss Oberlichtenau bei Pulsnitz, nutzte es jedoch selten; gleichwohl unterlag es der preußischen Plünderung; die Erben ließen einen Festsaal im Rokokostil einbauen, verkauften den Besitz jedoch 1774. Schloss Gaußig bei Bischofswerda war nur kurzzeitig von 1747 bis 1750 in Brühls Besitz, jedoch gestaltete Knöffel in dieser Zeit den Park neu. Schloss Seifersdorf bei Radeberg wurde ihm ebenfalls 1747 von Friedrich August II. übertragen; er hat es jedoch nie besucht. Allerdings wohnte später sein jüngster Sohn Hanns Moritz mit seiner Frau Christina hier, die ab 1781 einen Landschaftsgarten im Seifersdorfer Tal anlegen ließen. Carl von Brühl – als nächster Besitzer – beauftragte Karl Friedrich Schinkel, das Seifersdorfer Schloss grundlegend umzugestalten; es blieb dann – wie Pförten – ebenfalls bis 1945 im Besitz der Nachfahren, allerdings der jüngeren Linie. Die Witwe des 1923 verstorbenen letzten Eigentümers Graf Karl von Brühl-Renard, Gräfin Agnes, wurde enteignet und auf die Insel Rügen verbannt; das Schloss wurde wiederum geplündert.
Bei Warschau gehörte Brühl ab 1748 ein kleiner Palast in Młociny und in der Stadt ab 1750 das prächtige Brühlsche Palais an der Sächsischen Achse. 1755 kaufte er das Amt der Starost von Lipnik. Kurz vor seinem Tod erwarb Brühl 1763 noch den Rooseschen Weinberg (später Altfriedstein in Radebeul) und nannte ihn Mon repos.

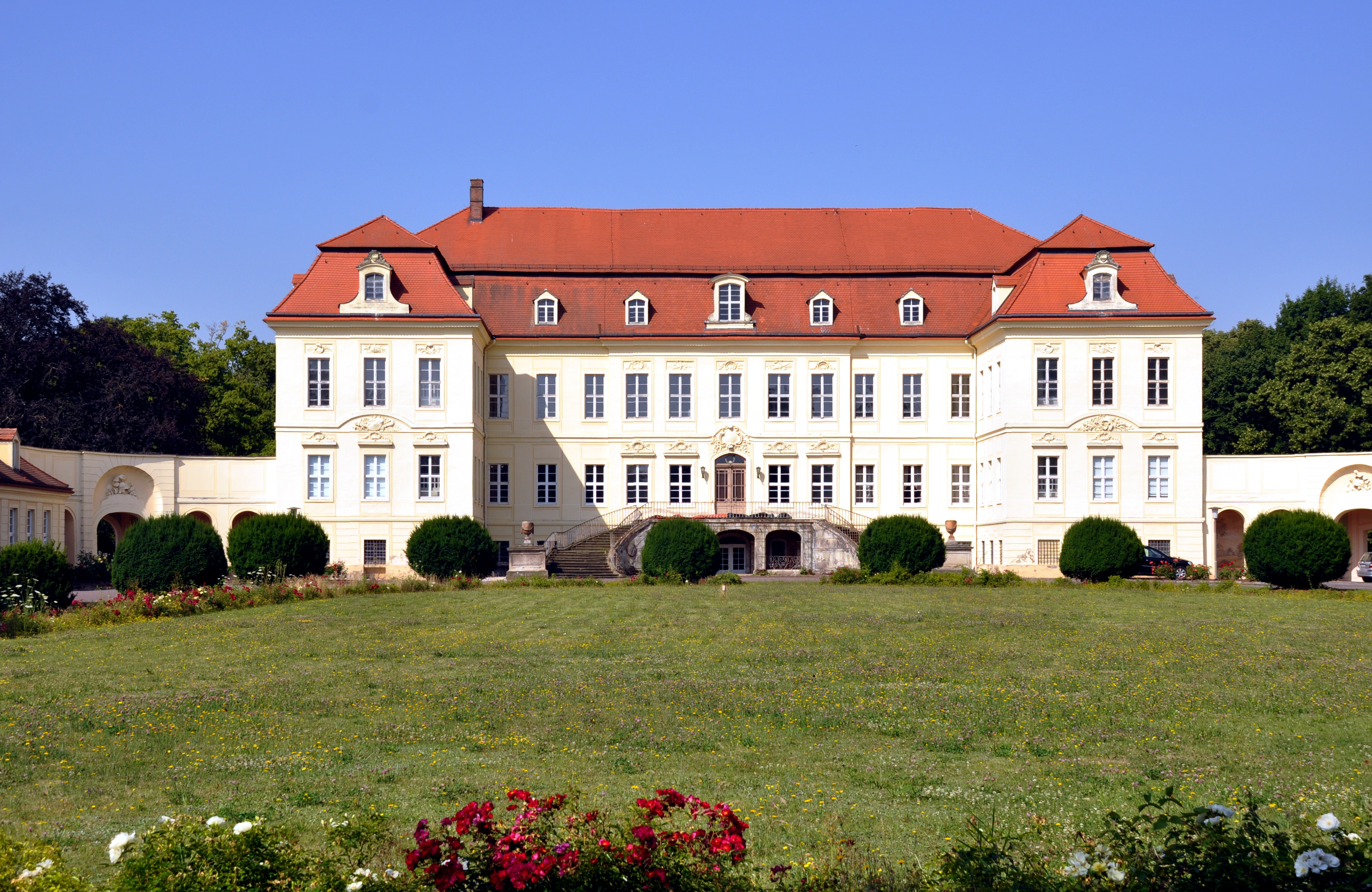
Schloss Nischwitz
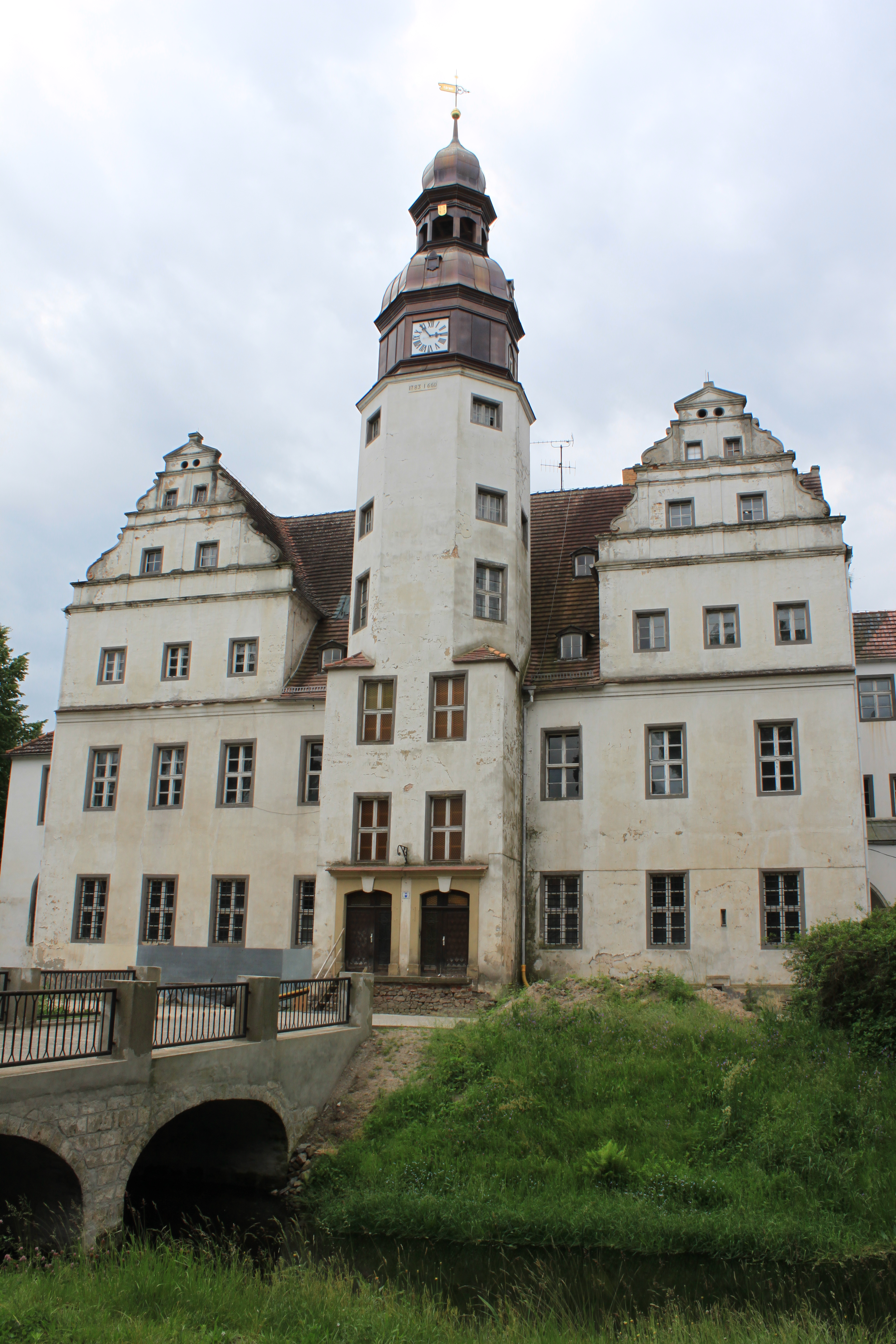
Schloss Lindenau
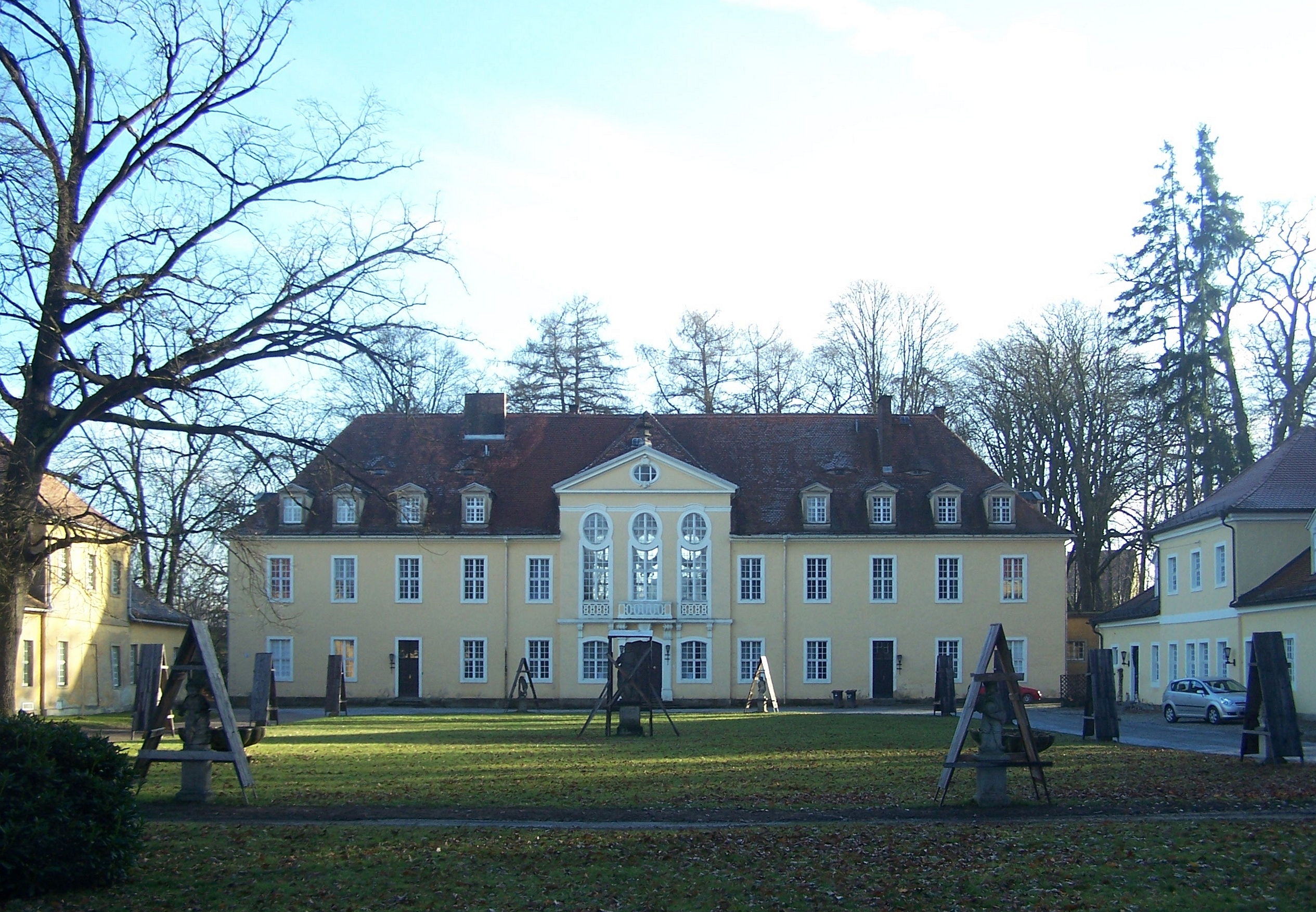
Schloss Oberlichtenau
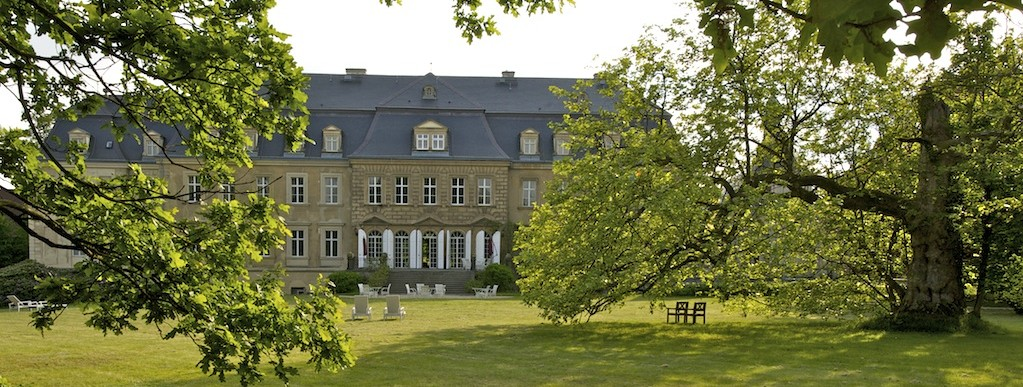
Schloss Gaußig
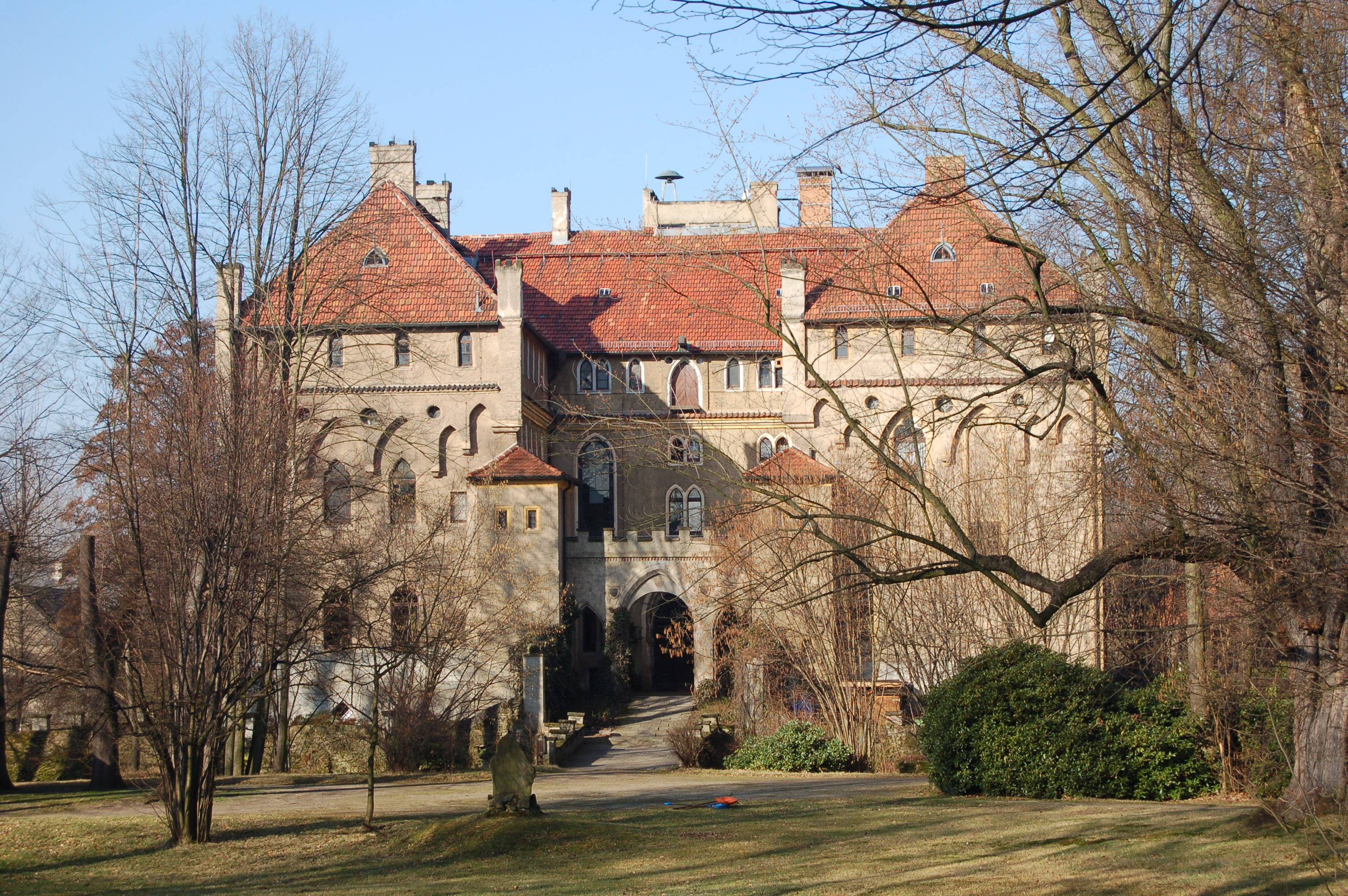
Schloss Seifersdorf
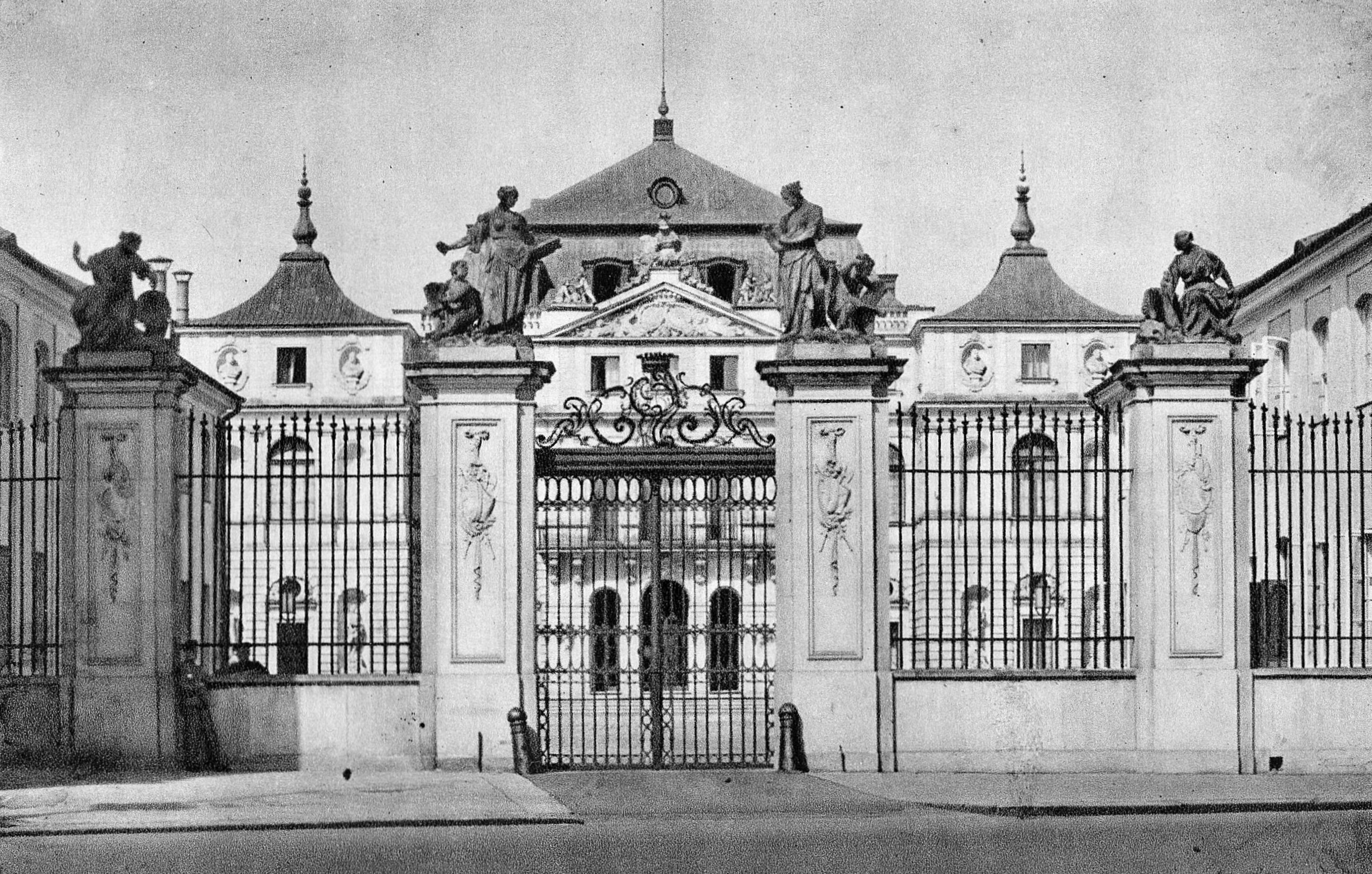
Brühlsches Palais, Warschau
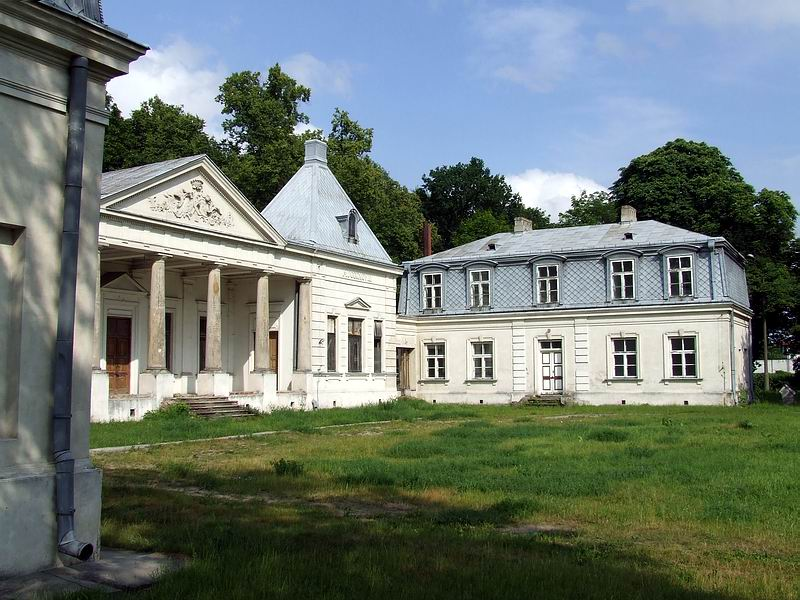
Palast in Młociny
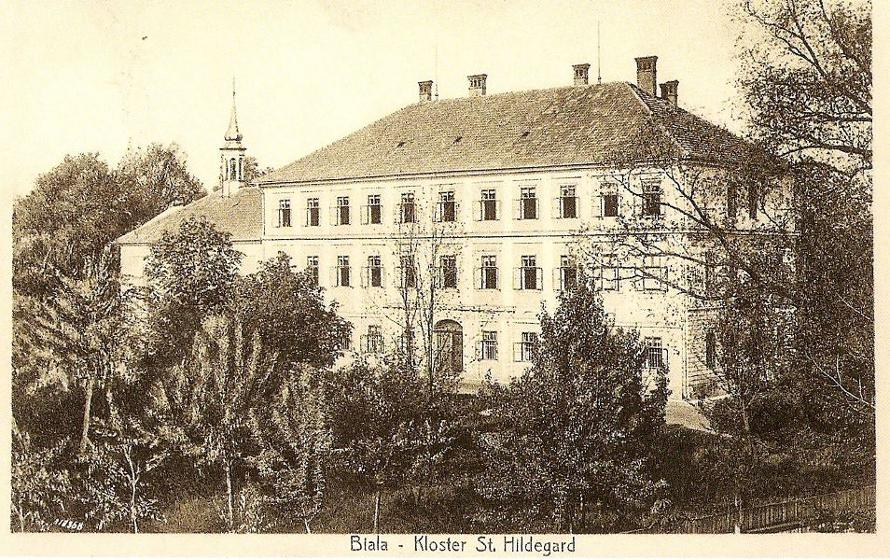
Hof in Lipnik

## Erinnerungsstätten

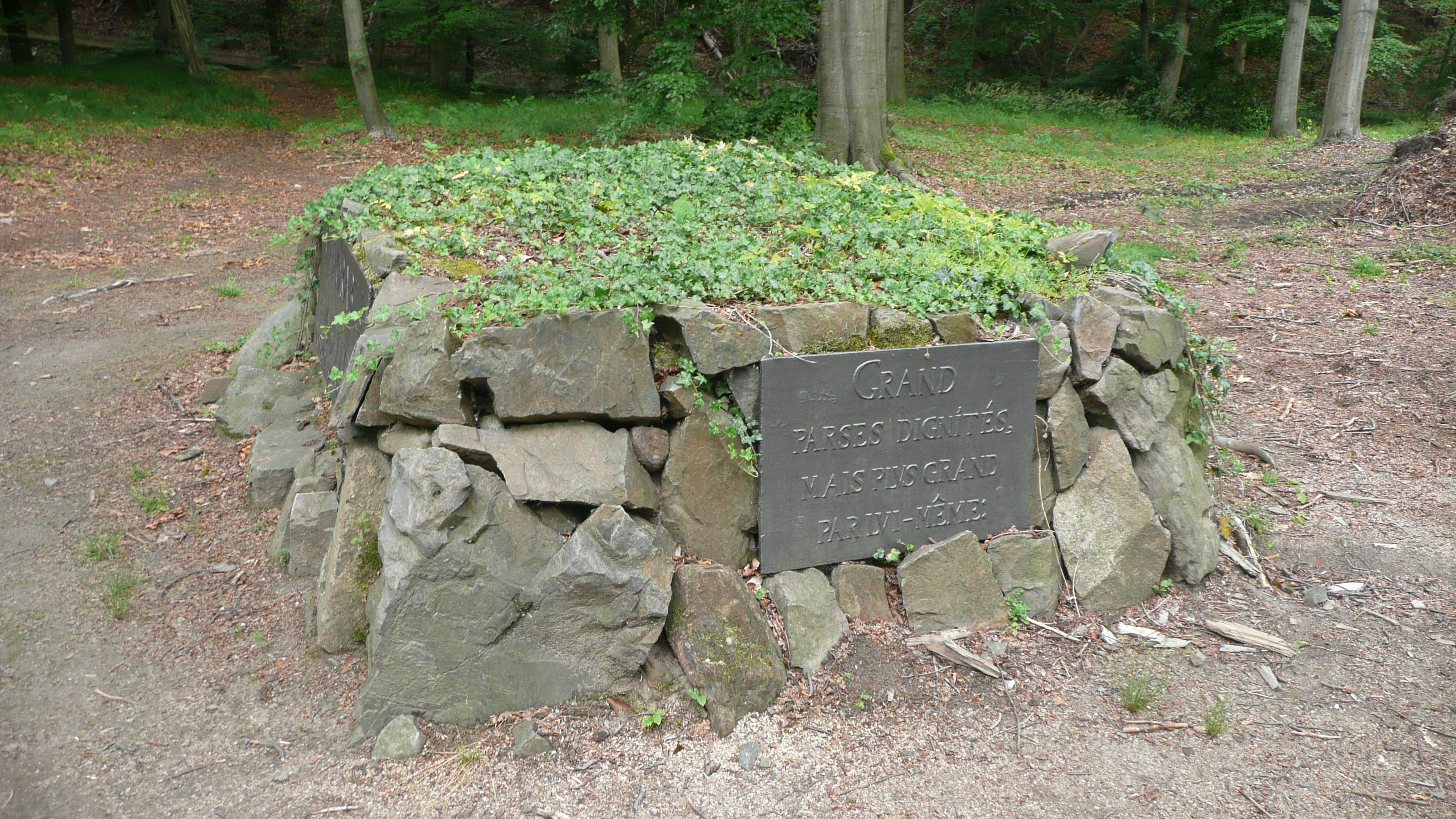
„Sarkophag, dem kursächsischen Minister Grafen von Brühl gewidmet“ im Seifersdorfer Tal, konzipiert von Christina von Brühl, in Form eines fiktiven Grabes

Die Namen Brühlsche Terrasse und Brühlscher Garten erinnern noch heute in Dresden an den Grafen Brühl.
Im Seifersdorfer Tal, einer ehemaligen Besitzung Brühls, legte seine Schwiegertochter Christina von Brühl die Gedenkstätte „Sarkophag, dem kursächsischen Minister Grafen von Brühl gewidmet“ für Heinrich von Brühl an.
Der polnische Schriftsteller Józef Ignacy Kraszewski verewigte Brühl in zwei Romanen aus den 1870er Jahren („Graf Brühl“, „Aus dem Siebenjährigen Krieg“).

## Varia
- Brühl und seine Frau hatten große Sympathien für Möpse, sie ließen ihre Lieblinge von Johann Joachim Kändler in Porzellan und Fayence verewigen.[17]

## Film
- In der aufwändig produzierten DDR-Filmreihe Sachsens Glanz und Preußens Gloria wurde er von Leander Haußmann in Gräfin Cosel und von Ezard Haußmann in Brühl und Aus dem Siebenjährigen Krieg gespielt.